# Hugo von Payns

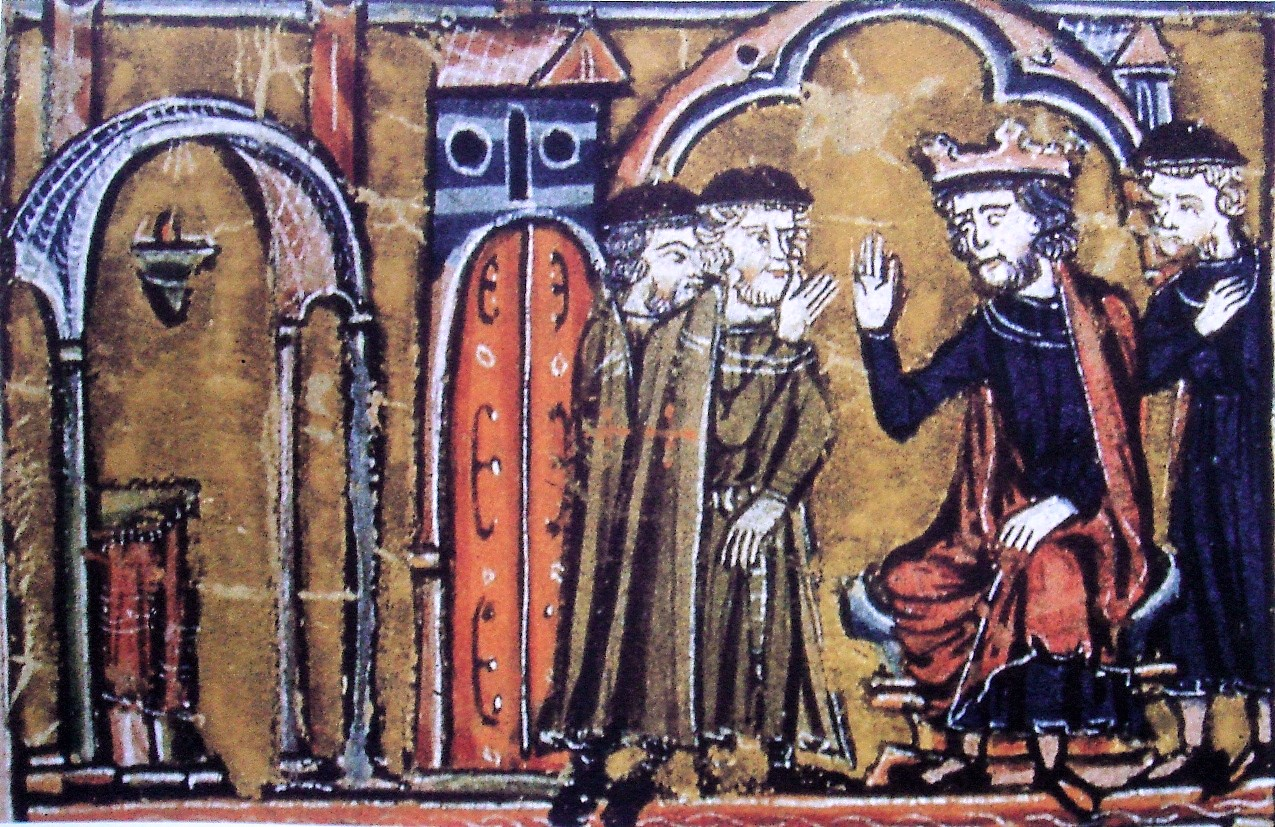
Hugo von Payens und Gottfried von Saint-Omer bei König Balduin II. von Jerusalem (Darstellung aus dem 13. Jahrhundert)

Großmeisterwappen Hugos von Payns

Hugo von Payns (bzw. Hugo von Payens oder Hugues de Payns; * um 1070 in Payns; † 24. Mai 1136) war Herr von Montigny-Lagesse sowie Gründungsmitglied und erster Großmeister des Templerordens.

## Herkunft
Über Hugo existieren nur wenige gesicherte Fakten. Er gehörte zum mittleren französischen Adel, manche Quellen bezeichnen ihn als Verwandten der Grafen von Champagne, die jedenfalls die Lehensherren der Familie waren. Nach Urkunden der Abtei Molesme bestanden verwandtschaftliche Beziehungen zu den Adelsfamilien Touillon und Montbard (Verwandte des Heiligen Bernhard von Clairvaux).
Er stammte aus der zweiten Ehe seines Vaters, Hugues I. von Payns mit einer Dame unbekannter Herkunft, hatte einen Halbbruder aus der ersten Ehe seines Vaters mit der Erbin der Herrschaft Montigny, Gautier de Payns, der um 1070 die Herrschaft seiner Mutter erbte. Hugo hatte aber auch einen Vollbruder namens Acheus.

## Leben

### Jugend
Hugo von Payns wurde vermutlich um 1070 im Ort Payns in der Champagne auf dem linken Seineufer – etwa zehn Kilometer von Troyes entfernt – geboren. Er gehörte zum mittleren französischen Adel, war Herr von Montigny-Lagesse und hatte Besitzungen im Gebiet von Tonnerre. Er war ein Vasall des Grafen Hugo I. von Champagne.

### Kreuzfahrer
Er nahm am Ersten Kreuzzug 1096–1099 nach Jerusalem im Gefolge seines Lehensherren Graf Hugo I. von Champagne, der mit Gottfried von Bouillon nach Jerusalem zog, teil und kehrte um 1100 wieder nach Frankreich zurück. Er heiratete im Jahre 1108 Elisabeth de Chappes, die vermutlich früh starb. Zwischen 1113 und 1114 begleitete er neuerlich Graf Hugo I. von Champagne als Pilger nach Jerusalem und ließ sich dort nieder.

### Gründer des Templerordens
Angesichts der sich verschlechternden Situation der Sicherheit der Pilger entwickelte er dort den Plan, eine Gemeinschaft von Rittern einzurichten, die nach den Regeln eines Mönchsordens lebten – etwa der Regel der Regularkanoniker – und die sich dem Schutz der Pilger vor feindlichen Übergriffen widmen sollte. Unmittelbarer Anlass könnte ein Zwischenfall zu Ostern 1119 gewesen sein, als eine Schar von 700 unbewaffneten Pilgern auf dem Weg von Jerusalem zum Jordan in einen Hinterhalt der Sarazenen geriet, wobei 300 Pilger getötet und 60 als Sklaven weggeführt wurden und die Sarazenen bis vor die Mauern Jerusalems vordrangen.
Hugo von Payns unterbreitete daher seinen Plan gemeinsam mit dem Ritter Gottfried von Saint-Omer sowohl dem Patriarchen von Jerusalem Garmond von Picquigny als auch dem König Balduin II. von Jerusalem. Da dieses Projekt deren jeweiligen Interessen entsprach – verbesserte Sicherheit der Pilger bzw. Stärkung der Spiritualität der Ritterschaft – stimmen beide zu, sodass am Weihnachtstag des Jahres 1119 Hugo von Payns und acht andere Ritter, darunter Gottfried von Saint-Omer, Andreas von Montbard, Archibald von Saint-Aignan und Payen de Montdidier vor dem Patriarchen Garmond die Gelübde der Armut, Keuschheit und des Gehorsams ablegten. Sie nannten sich „Die Arme Ritterschaft Christi und des salomonischen Tempels“, da ihnen König Balduin Teile der königlichen Residenz – der Al-Aqsa-Moschee am Tempelberg von Jerusalem – als Unterkunft überlassen hatte.

### Erster Großmeister der Templer
Hugo wurde später zum ersten Großmeister des Ordens. Im Prolog der Ordensregel, die 1129 auf dem Konzil von Troyes verfasst wurde, wird festgestellt, dass das Konzil „auf Bitten des Meisters Hugo von Payns, unter dessen Führung selbige Ritterschaft durch Fügung des heiligen Geistes entstand“, zusammengerufen wurde.
Auf einer Reise nach Europa gründete er 1129 mehrere Niederlassungen der Templer in Frankreich, England und Schottland. Zudem gilt er vermutlich als Verfasser eines Briefes, der als moralische Unterstützung für die Templer in dieser schwierigen Zeit um 1129 gelten kann. Der Urheber dieses Briefes wird inzwischen auch mit Hugo von St-Victor identifiziert.
Als er 1136 starb, wurde Robert de Craon zu seinem Nachfolger als Großmeister der Templer gewählt.

## Ehe und Nachkommen
Hugo II. von Payns heiratete 1108 Elisabeth de Chappes und hinterließ vier Kinder:
- Gibouin, der vor 1140 zum Vicomte (Vizegrafen) von Payns und Herren von Chappes wurde, jedoch vor 1150 ohne Nachkommen verstarb.
- Thiebaud (Theobald) war Geistlicher, wurde 1139 Abt des Klosters Ste. Colombe de Saint-Denis-lès-Sens in Sens, nahm 1140 in Begleitung des Abtes Bernhard von Clairvaux am Konzil von Sens teil, ließ 1142 die Abteikirche neu erbauen, ging 1146 ins Heilige Land, wo er im Zweiten Kreuzzug fiel.
- Isabelle war mit dem Ritter Gui Bordel, Herren von Payns verheiratet, der im zweiten Kreuzzug fiel. Ihr Sohn Gui Bordel II. wurde Templer und Komtur zu Bure-les-Templiers.
- Herbert hinterließ eine Nachkommenschaft, deren Spur sich jedoch zu Beginn des 16. Jahrhunderts verliert.